# Rivière Maskoskanaw
Rivière Maskoskanaw är ett vattendrag i Kanada.   Det ligger i provinsen Québec, i den östra delen av landet, 400 km norr om huvudstaden Ottawa. Rivière Maskoskanaw ligger vid sjöarna  Lac Hobuc och Lac Ranger.
I omgivningarna runt Rivière Maskoskanaw växer i huvudsak blandskog. Trakten runt Rivière Maskoskanaw är nära nog obefolkad, med mindre än två invånare per kvadratkilometer.